# Енергетичний паспорт будівлі
Енергети́чний па́спорт буді́влі (Сертифіка́т енергети́чного функціонува́ння буді́влі) (англ. Energy Performance Certificates, нім. Energieausweis) — виданий енергетичним аудитором (фірмою з енергетичного аудиту) документ, який містить енергетичні характеристики будівлі та заходи щодо їх удосконалення. Відповідно до статті 7 Директиви енергетичне функціонування будівлі відображається у спеціальному сертифікаті (енергопаспорті) будинку, що оновлюється не рідше ніж раз на 10 років.
В липні 2017 року був ухвалений закон «Про енергетичну ефективність будівель» (№ 4941-д) яким була запроваджена сертифікація будівель.
В Німеччині правила видачі, використання та основні механізми функціонування механізму енергетичних паспортів регулюються вимогами частини про енергоощадження Федерального будівельного кодексу (нім. Energieeinsparverordnung, EnEV). В Австрії, — відповідними місцевими законами та законом про енергетичні паспорти (нім. Energieausweis-Vorlage-Gesetz, EAVG). Ці закони покликані пристосувати національне законодавство до вимог Директиви про енергетичні характеристики будівель 2002/91/EG (EPBD, англ. Energy Performance of Buildings Directive).
Сертифікат енергетичного функціонування будівлі має бути доступний власнику або ж через власника майбутньому покупцеві чи винаймачу відповідного будинку або окремих його приміщень.

## Німеччина

### Визначення
Німецька енергетична агенція (нім. Deutsche Energie-Agentur GmbH, dena) розробила прототип енергетичного паспорту для житлових будинків з назвою нім. Energiepass — енергетичний паспорт, посвідчення. До кінця 2004 року було перевірено майже 4000 будинків.
Вимогами до енергоощадження федерального Будівельного кодексу 2009 року (EnEV) встановлено назву для сертифікатів енергетичних характеристик будівель Energieausweis. Таким чином, Energiepass втратив своє значення.

### Видача
При будівництві, зміні або розширенні будинків Федеральний будівельний кодекс вимагає отримання паспорту на споживання енергії.
При покупці, оренді, здачі в лізинг земельних ділянок під будівництво будинків, житла або приміщень необхідно пред'явити енергетичний паспорт. Ця вимога не поширюється на будинки площею не більше 50 м² та пам'ятки архітектури (§ 16 Abs. 4 EnEV).
Якщо будівля складається з житлових та нежитлових частин, допускається можливість видачі енергетичних паспортів для кожної з частин окремо (див. EnEV 2009 § 22). В інших випадках, особливо у випадку квартири в житловому будинку, необхідно отримувати енергетичний паспорт на весь будинок.
При продажі або при здачі в експлуатацію відсутність повного коректного або допустимого підтвердження можуть стягуватись штрафи до € 15 000.
При продажі, здаванні або ремонті квартир отримання енергетичного паспорту не потрібне. Однак, слід дотримуватись вимог вимог § 10 законів EnEV 2009.
Для громадських будинків EnEV 2009 вимагає розміщувати енергетичні паспорти на видноті. Це стосується будівель з корисною площею понад 1000 м², в яких розміщено громадські установи або інші організації, які пропонують послуги великій кількості людей, і тому мають багато відвідувачів. Енергетичний паспорт слід розміщувати на відкритому та добре видимому місці.
До енергетичного паспорту додаються пропозиції поліпшення енергетичної ефективності будівлі якщо існують можливості ефективного поліпшення її стану.
Енергетичні паспорти можуть видаватись для існуючих будинків або на основі обчисленої потреби енергії, або виміряному споживанні енергії. При цьому діють такі правила:
- Для житлових будинків з щонайбільше 4 квартирами, дозвіл на будівництво яких подано до 1 листопада 1977 року, мають видаватись енергетичні паспорти починаючи з 1 жовтня 2008 року на основі потреби енергії. Виняток становлять будинки, які було зведено з дотриманням вимог економії теплової енергії (нім. Wärmeschutzverordnung) 1977 року або були згодом приведені у відповідність до цих вимог.
- Для нежитлових будівель пропонується можливість обирати між паспортами основаних на потребі, або на споживанні енергії.

Перехідними положеннями пропонувалась до 1 жовтня 2008 можливість для власників будинків недорого пройти аудит та отримати паспорт, оснований на споживанні енергії.